# Мюльхайм-Керлих
Мюльхайм-Керлих (нем. Mülheim-Kärlich) — город в Германии, в земле Рейнланд-Пфальц. 
Входит в состав района Майен-Кобленц. Подчиняется управлению Вайссентурм.  Население составляет 10 889 человек (на 31 декабря 2010 года). Занимает площадь 16,31 км². Официальный код  —  07 1 37 216.
Город подразделяется на 4 городских района.